# Izu
Izu (jap. 伊豆市 Izu-shi) – miasto w Japonii, w prefekturze Shizuoka (środkowe Honsiu).

## Położenie
Miasto leży w zachodniej części prefektury Shizuoka na półwyspie Izu. Miasto graniczy z Numazu, Itō i Izunokuni w prefekturze Shizuoka.

## Historia
Miasto powstało 1 kwietnia 2004 roku, z połączenia miasteczek Amagiyugashima, Toi, Nakaizu i Shuzenji.

## Miasta partnerskie
- Kanada: Nelson